# Джим Гартунг
Джим Гартунг  (англ. Jim Hartung, 7 червня 1960) — американський гімнаст, олімпійський чемпіон.

## Виступи на Олімпіадах
| Олімпіада         | Дисципліна       | Місце              |
| ----------------- | ---------------- | ------------------ |
| Лос-Анджелес 1984 | абсолютний залік | 9 (кваліфікація)   |
| Лос-Анджелес 1984 | командний залік  | 1                  |
| Лос-Анджелес 1984 | вільні вправи    | 9T (кваліфікація)  |
| Лос-Анджелес 1984 | опорний стрибок  | 6                  |
| Лос-Анджелес 1984 | паралельні бруси | 10 (кваліфікація)  |
| Лос-Анджелес 1984 | перекладина      | 20T (кваліфікація) |
| Лос-Анджелес 1984 | кільця           | 9T (кваліфікація)  |
| Лос-Анджелес 1984 | кінь             | 9T (кваліфікація)  |